# داراغ مورغان
داراغ مورغان (بالإنجليزية: Darragh Morgan)‏ هو عازف كمان بريطاني، ولد في 1974 في بلفاست في المملكة المتحدة.

## وصلات خارجية
- داراغ مورغان على موقع ميوزك برينز (الإنجليزية)
- داراغ مورغان على موقع ديسكوغز (الإنجليزية)